# Csányi György
Csányi György (Budapest, 1922. március 7. – Budapest, 1978. december 13.) olimpiai bronzérmes, Európa-bajnok atléta, rendőr alezredes.
1939-től az UTE (Újpesti Torna Egylet), majd 1950-től a Budapesti Dózsa atlétája volt. Futóként és távolugróként is versenyzett, de nemzetközi versenyeken kiemelkedő eredményeket rövidtávfutóként, illetve a változó összetételű, „villámikreknek”-nek is nevezett magyar 4 × 100 méteres futóváltó tagjaként ért el. 1941-től 1956-ig összesen harmincnyolc alkalommal szerepelt a magyar válogatottban. Részt vett az 1948. évi londoni, az 1952. évi helsinki és az 1956. évi melbourne-i olimpiai játékokon, 1948-ban és 1952-ben 100 méteres síkfutásban is induló volt. Egyéni számban legjobb nemzetközi eredménye az 1949. évi budapesti főiskolai világbajnokságon elért negyedik helyezés volt. Pályafutása alatt szerzett tizennégy magyar bajnoki címéből nyolcat egyéni számban – ebből egyet távolugrásban – nyert. Az aktív sportolást az 1956. évi olimpia után fejezte be.

## Sporteredményei
- olimpiai 3. helyezett
  - 1952, Helsinki: 4 × 100 m váltó (Zarándi László, Varasdi Géza, Goldoványi Béla)
- olimpiai 4. helyezett
  - 1948, London:  4 × 100 m váltó (Tima Ferenc, Bartha László, Goldoványi Béla)
- Európa-bajnok
  - 1954, Bern: 4 × 100 m váltó (Zarándi László, Varasdi Géza, Goldoványi Béla)
- kétszeres főiskolai világbajnok
  - 1947, Párizs: 4 × 100 m váltó (Bartha László, Goldoványi Béla, Tima Ferenc)
  - 1949, Budapest:  4 × 100 m váltó (Bartha László, Goldoványi Béla, Szebeni Ottó)
- főiskolai világbajnoki harmadik helyezett
  - 1947, Párizs: olimpiai váltó (Bánhalmi Ferenc, Goldoványi Béla, Garay Sándor)
- háromszoros főiskolai világbajnoki 4. helyezett:
  - 1949, Budapest: 100 m síkfutás
  - 1949, Budapest: olimpiai váltó (Edőcs Lajos, Solymosy Egon, Szebeni Ottó)
  - 1951, Berlin: 4 × 100 m váltó (Zarándi László, Dörnyei Ágoston, Varasdi Géza)
- főiskolai világbajnoki 6. helyezett:
  - 1951, Berlin: 200 m síkfutás
- tizennégyszeres magyar bajnok
  - 100 m: 1941, 1945, 1948, 1949
  - 200 m: 1941, 1945, 1949
  - távolugrás, egyéni: 1956
  - távolugrás, csapat: 1949, 1950
  - 4 × 100 m: 1952, 1953, 1954
  - 4 × 200 m: 1946

## Díjai, elismerései
- Magyar Köztársasági Érdemérem ezüst fokozat (1947)[5]
- Magyar Köztársasági Sportérdemérem ezüst fokozat (1949)[6]